# Papierfabrik Pfleiderer Spezialpapiere Teisnach

Ein Güterwaggon der Papierfabrik Pfleiderer um 1900

Die Papierfabrik zu Anfang des 20. Jahrhunderts

Die Papierfabrik Pfleiderer Spezialpapiere Teisnach ist eine Papierfabrik in Teisnach im Bayerischen Wald.

## Geschichte
Im Jahr 1881 legte der preußische Industriepionier Gustav Werner in Teisnach den Grundstein für den Bau einer Holzschleiferei. Der Holzreichtum der Region und die Nutzbarkeit des Schwarzen Regens als Triftfluss und Energiequelle waren entscheidend für die Auswahl des Fabrikstandortes.
Teisnach selbst war zur damaligen Zeit nur über unbefestigte Wege zu erreichen. Die nächste Bahnstation war 11 km vom Bauort entfernt. Der Transport von Anlagenteilen, Kesseln und Generatoren erfolgte geradezu abenteuerlich mit Pferdefuhrwerken.
In den Jahren 1883 bis 1885 wurden in Teisnach die ersten beiden Papiermaschinen aufgestellt. Nach sehr schwierigen Anfangsjahren etablierte sich das Teisnacher Braunholzpapier erfolgreich auf dem deutschen Markt und wurde zu einem geläufigen Qualitätsbegriff.
Das junge Unternehmen entwickelte sich zügig und beschäftigte im Jahre 1906 zum Anlauf der vierten Papiermaschine bereits 300 Mitarbeiter. Die Entwicklung des Ortes Teisnach ist eng mit der Geschichte der Papierfabrik verknüpft.
1890 wurde die Bahnstrecke Gotteszell–Blaibach eröffnet. Im Zuge dessen wurde vom neuen Teisnacher Bahnhof ein Zubringergleis zur Papierfabrik gebaut, um Güter besser transportieren zu können.
1923 übernahm der Holzkaufmann Adolf Pfleiderer (1877–1957) aus Heilbronn die Aktienmehrheit der mittlerweile als Aktiengesellschaft geführten Teisnacher Papierfabrik. Unter seiner Leitung wurde eine Zellstofffabrik errichtet und die Produktion von Pergamentersatzpapier und farbigen Seidenpapieren aufgenommen. 1936 wurde die Aktiengesellschaft in die Personengesellschaft Pfleiderer & Co. umgewandelt.
Im weiteren Verlauf durchlebte Pfleiderer in Teisnach viele Höhen und Tiefen. Um dem großen Problem der Wasserverschmutzung zu begegnen, wurde nach knapp zwei Jahren Bauzeit und einer Investition von 8,5 Millionen DM 1978 eine Ablaugenverbrennung im Wirbelschichtofen in Betrieb genommen, wodurch 95 % der Abwässer vernichtet werden konnten. 1979 beschäftigte die Fabrik 350 Arbeiter und Angestellte. Seit dem Jahr 1996 halten Hans und Rainer Koder aus Regensburg 100 % der Kommanditanteile des Traditionsunternehmens.

## Pfleiderer Teisnach heute
Auf drei Papiermaschinen produziert Pfleiderer Teisnach jährlich 35.000 Tonnen Spezialpapier. Das Unternehmen beschäftigt 220 Mitarbeiter und fertigt Spezialpapiere für technische Anwendungen, hochfettdichte und wasserdichte Barrierepapiere für Lebensmittelverpackungen und gefärbte oder flammhemmende Papiere für Dekorations- und Verpackungszwecke.

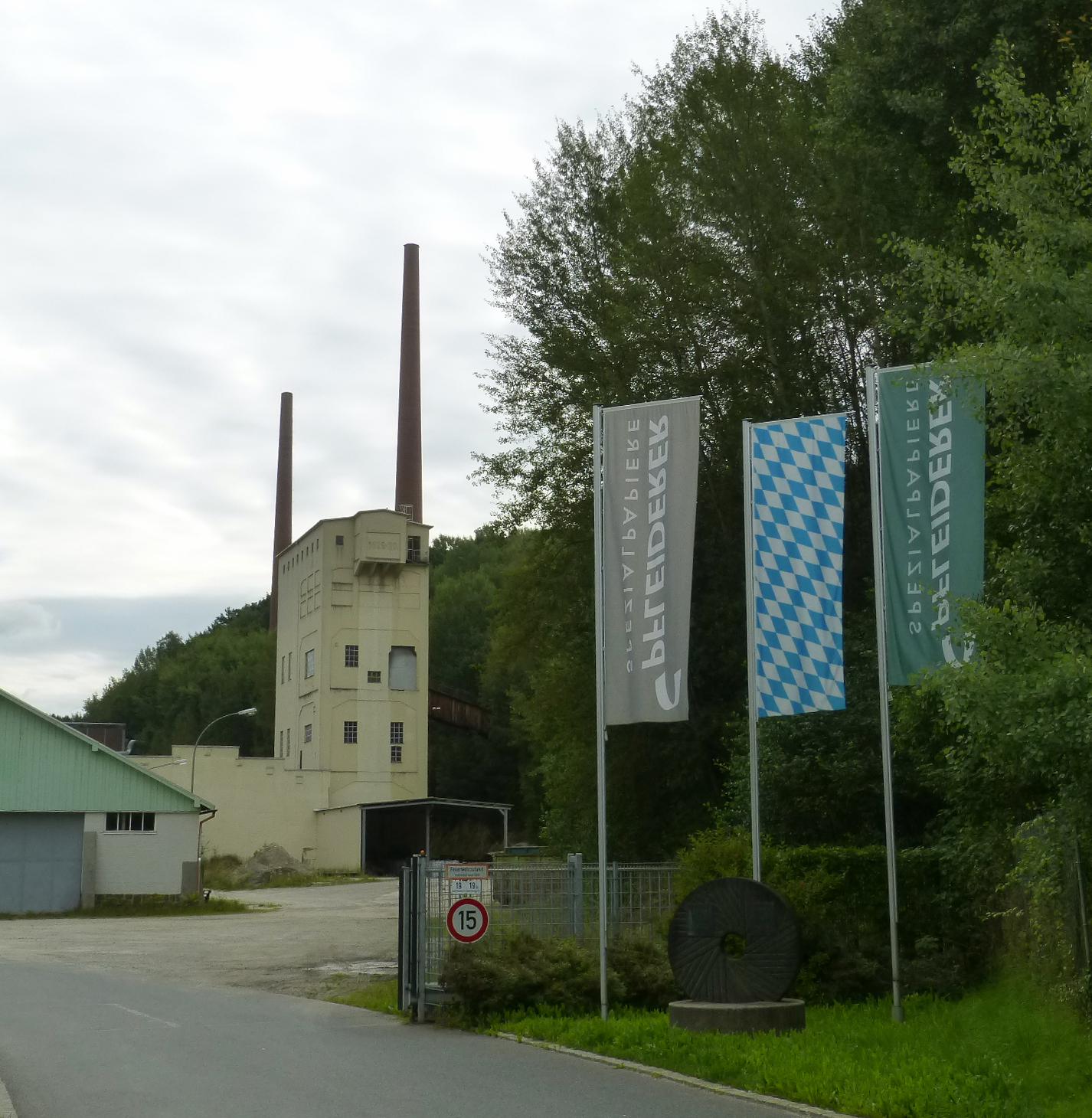
2014

### Schornsteine
Die beiden hohen Schornsteine sind eine schon von weitem erkennbare Landmarke. Ein dritter, weit kleinerer Schornstein wurde schon vor einiger Zeit stillgelegt. Der niedrigere Schornstein wurde 1962 gebaut und ist 65 m hoch. Der höhere Schornstein wurde 1976 gebaut, war ursprünglich 114 m hoch und wurde 2006 auf 87,50 m gekürzt. Alle der aufgezählten Schornsteine sind mittlerweile außer Betrieb.
Seit der Inbetriebnahme eines neuen Biomassekraftwerks im Jahr 2023 erfolgt die Dampferzeugung für die Papierproduktion klimaneutral. Durch das neue Kraftwerkskonzept spart Pfleiderer jährlich 27.000 to CO2 ein, was dem Schadstoffausstoß von mehr als 5.000 PKW pro Jahr entspricht. Das neue Kraftwerk wird mit Holzhackschnitzeln und Altholz (A1 und A2) befeuert. Die neue Anlage fügt dem Unternehmensbild einen weiteren Schornstein mit einer Höhe von 50 m hinzu.